# Poșta Veche (Chișinău)
Poșta Veche è un quartiere del settore Rîșcani della città di Chișinău (Moldavia). Le principali arterie del quartiere sono: Calea Orheiului și Ceucari e la strada M21 che delimita la periferia del quartiere.

## Storia
Il quartiere è sorto al posto dell'omonimo paese all'inizio del XIX secolo. Il nome deriva da una vecchia stazione di posta, situata alla periferia di Chișinău. Nel 1912 il paese contava di una popolazione di circa 600 abitanti. La località è stata inglobata dalla capitale negli anni 20 del XX secolo.
Nel corso degli anni la maggior parte della popolazione era contadina, erano presenti comunque lavoratori ferroviari, artigiani, negozianti e altri. In alcune parti il quartiere ha mantenuto il vecchio aspetto: strade strette, piccole case con lotti di terreno, circondate da staccionate in legno e a volte muretti in pietra.